# Volvarina laciniatalabrum
Volvarina laciniatalabrum is een slakkensoort uit de familie van de Marginellidae. De wetenschappelijke naam van de soort is voor het eerst geldig gepubliceerd in 1996 door Lussi & G. Smith.